# Mauro Serret
Mauro Serret y Mirete (Madrid, 1 de enero de 1872 - Íbid., 6 de agosto de 1945) fue un ingeniero y político español.

## Biografía
Ingeniero de Caminos, Canales y Puertos, diseñó o restauró multiplicidad de obras públicas españolas como la fábrica de tabacos de San Sebastián o los faros de Punta Nanti, de Bleda Plana. Restauró en 1898 la Farola de Málaga. También trabajó para las compañías de ferrocarriles en tramos ferroviarios como Mula-Caravaca o Baeza-Utiel —este último no llegaría nunca a inaugurarse—. Al estallar la Guerra civil se posicionó del lado de las fuerzas sublevadas. El general Franco lo situaría al frente de la Comisión de Obras públicas y Comunicaciones de la Junta Técnica del Estado, cargo que desempeñaría entre octubre de 1936 y enero de 1938.